# Водоспад Равана
Водоспад Равана також відомий як Равана Алла (синг. රාවණා ඇල්ල) — пам'ятка Шрі-Ланки. Наразі вважається одним з найширших водоспадів у країні.

## Опис
Цей водоспад має приблизно 25 метрів заввишки та йде каскадами. Водоспад є частиною заповідника дикої природи Равана Елла і розташований на відстані 6 км від місцевої залізничної станції в Еллі.

## Історична легенда
Водоспад названий в честь легендарного короля Равана, що походить з відомого індійського епосу Рамаяна. Згідно з легендою, Равана (який на той час був королем Шрі-Ланки) викрав принцесу Сіту і сховав її в печерах за цим водоспадом, наразі відомим як печера Равана Елла. Причиною викрадення вважається помста за те, що Рама (чоловік Сіти) і його брат Лакшмана відрізали ніс його сестрі. У той час печера була оточена густими лісами посеред пустелі. Також вважається, що королева Рами купалася в басейні, який збирав в себе воду, що падала з цього водоспаду. Вони вірили, що Равана грав тут на раванастрі.

## Печера Равана Елла
Печера Равана Елла знаходиться на висоті 1370 м над рівнем моря на фундаменті скелі. Печера є популярною місцевою туристичною пам'яткою, розташована на відстані 11 км від Бандаравели. Проведені в печері розкопки виявили докази проживання людей на цій території, що датуються 25 000 років тому

## Світлини

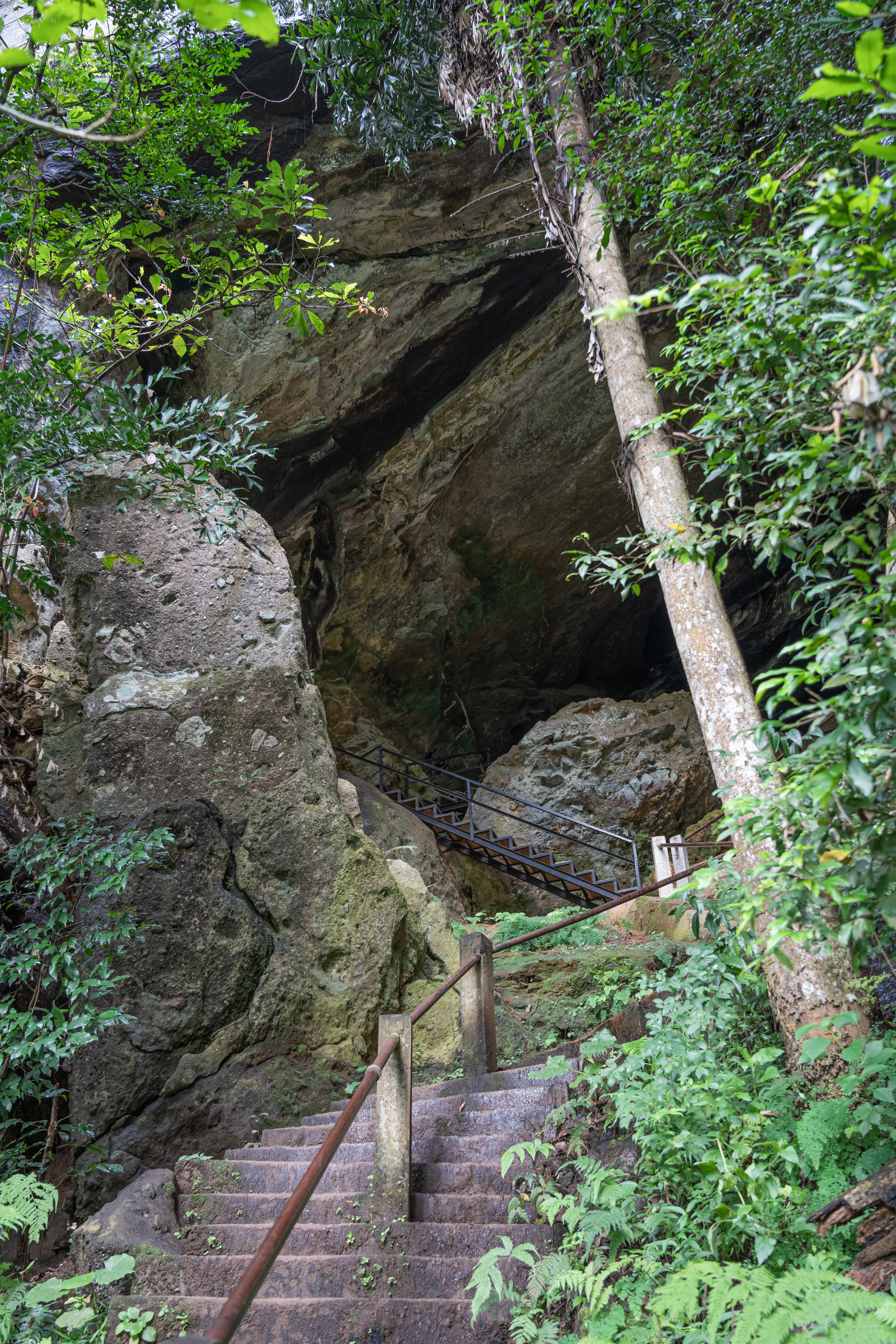
Сходи до печери
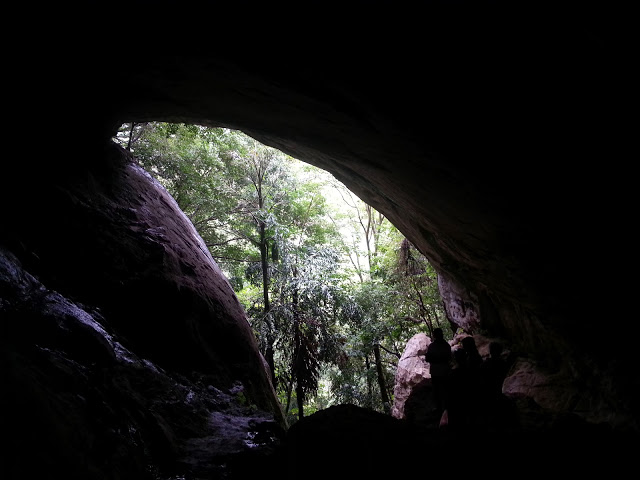
Вигляд з печери
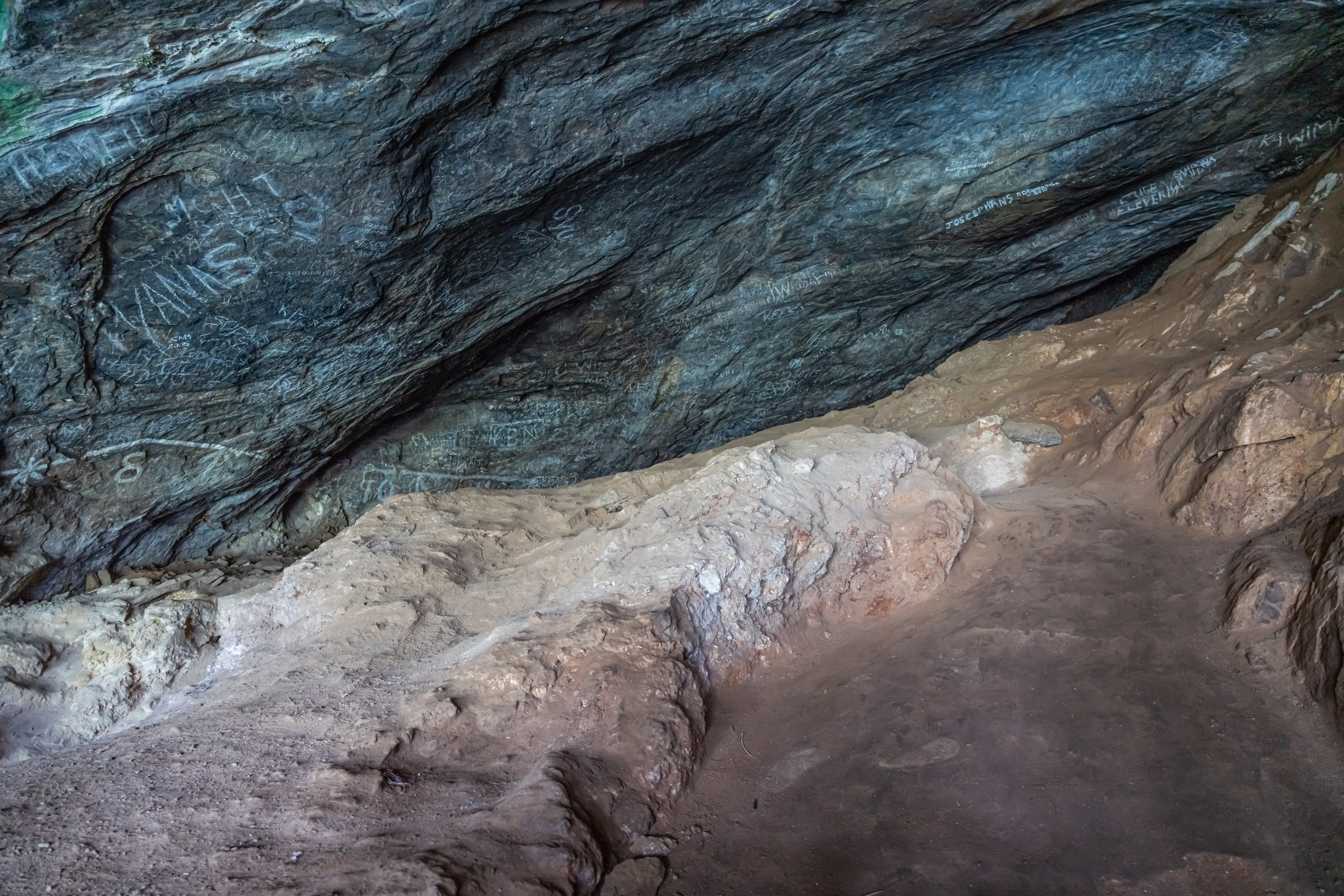
Вигляд всередині печери